# Сон Тхе Джин
Сон Тхе Джин  (кор. 손태진, 5 травня 1988) — південнокорейський тхеквондист, олімпійський чемпіон.

## Виступи на Олімпіадах
| Олімпіада  | Дисципліна | Місце |
| ---------- | ---------- | ----- |
| Пекін 2008 | до 68 кг   | 1     |